# フォート・ハミルトン・パークウェイ駅 (BMTウェスト・エンド線)
フォート・ハミルトン・パークウェイ駅（Fort Hamilton Parkway）はニューヨーク市地下鉄BMTウェスト・エンド線の駅で、ブルックリン区ボロー・パークのフォート・ハミルトン・パークウェイ - ニュー・ユトレヒト・アベニュー交差点にある。終日D系統が停車する。

## 駅構造
| P ホーム階 | 相対式ホーム、右側ドアが開く | 相対式ホーム、右側ドアが開く                                       |
| P ホーム階 | 北行緩行線                   | ← ノーウッド-205丁目駅行き（9番街駅）                              |
| P ホーム階 | 混雑方向 急行線              | → 定期列車なし                                                     |
| P ホーム階 | 南行緩行線                   | → コニー・アイランド-スティルウェル・アベニュー駅行き（50丁目駅）→ |
| P ホーム階 | 相対式ホーム、右側ドアが開く |                                                                    |
| M          | 改札階                       | 改札口、駅員詰所、メトロカード自動券売機                           |
| G          | 地上階                       | 出入口                                                             |

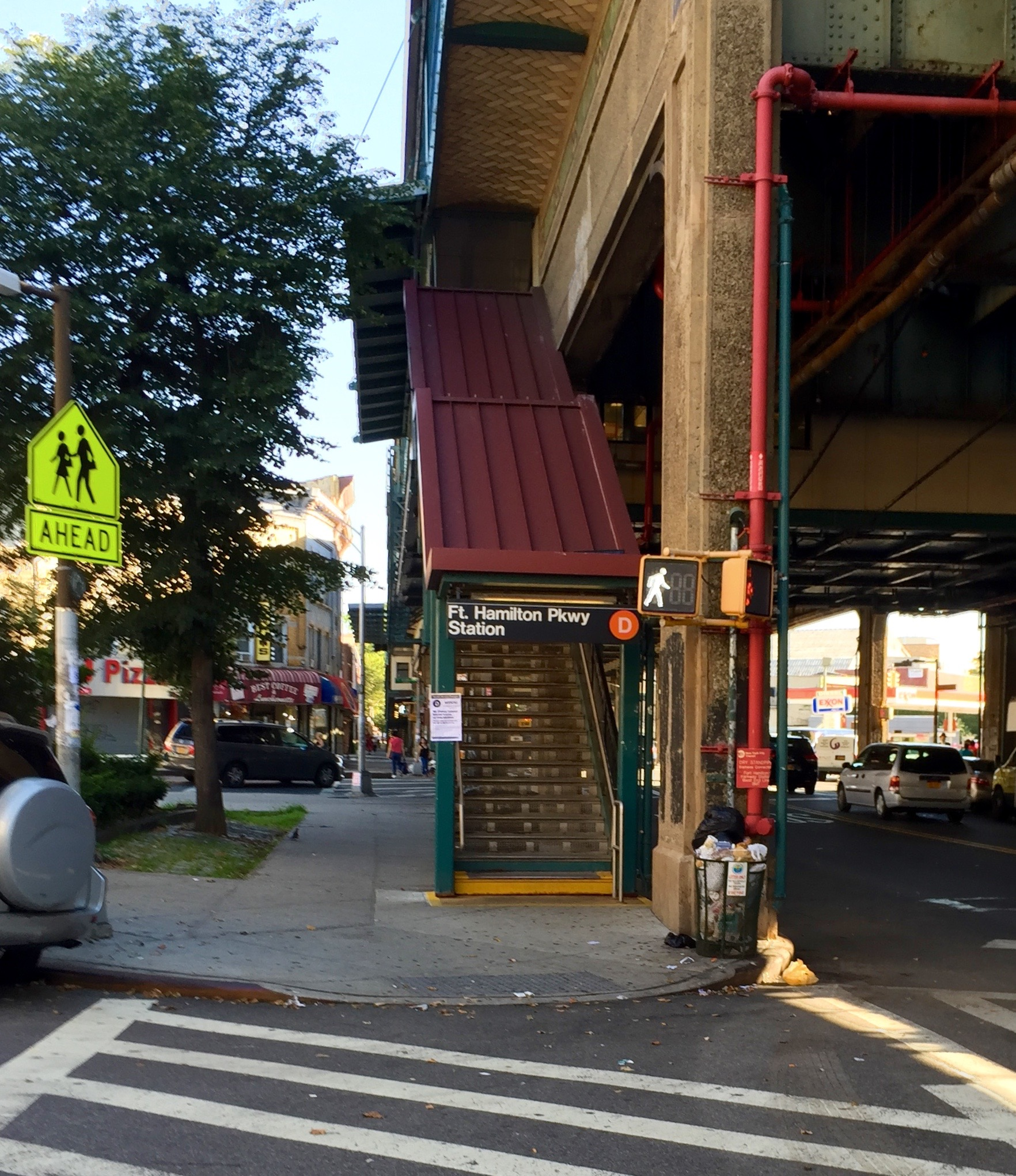
北西側階段

フォート・ハミルトン・パークウェイ駅は多少オフセットした配置の相対式ホーム2面3線の高架駅で、1916年6月24日に開業した。中央の急行線は普段使われていない。ホームにはクリーム色の風防と赤い屋根が設けられ、緑色のフレームと支柱がそれを支えている。ホーム両端には腰ほどの高さの鋼製フェンスが設けられている。
フォート・ハミルトン・パークウェイ駅には線路下に高架駅舎が2つ設けられている。南端にある方は終日営業しており、各ホームへの階段と待合所、ホーム間連絡通路、自動改札機、トークン・ブースがあり、階段で45丁目 - ニュー・ユトレヒト・アベニュー交差点北東角と北西角に降りることができる。北側の駅舎は閉鎖されており、ホームから階段で降りると駅舎の脇の通路を通って背の高い自動改札機の前に出る。改札を抜けると階段で42丁目-43丁目間のニュー・ユトレヒト・アベニュー両側に降りることができる。
2012年の改装の際に、ポーシャ・マンソン制作の Gardens of Fort Hamilton Parkway Station という作品が飾られた。これは様々な植物を描いたステンドグラスで、ホームの風防に架けられている。

## ポップカルチャーにて
李克勤の為妳流淚（Crying For You）のカラオケビデオクリップは当駅で撮影された。